# Juan Carlos Dyrzka
Juan Carlos Pablo Dyrzka (né le 24 mars 1941 – 26 juin 2012, à Buenos Aires) était un athlète argentin, spécialiste du 400 m haies.
Depuis la série gagnée lors des Jeux olympiques de Mexico, en 49 s 82, il détient le record national de la spécialité : c'était la première fois qu'un athlète sud-américain descendait sous les 50 s.